# Persone di nome Marcin
| Questa pagina contiene informazioni ricavate automaticamente dalle voci biografiche con l'ausilio del template Bio e di un bot. L'aggiornamento è periodico e automatico e ricostruisce completamente la pagina. Se manca una persona in questa lista, sei pregato di non aggiungerla, ma accertati piuttosto che la sua voce biografica contenga il template Bio e che i dati anagrafici siano correttamente compilati. Se il template Bio manca, inseriscilo tu stesso o, in alternativa, metti l'avviso {{tmp\|Bio}} che ne segnala la mancanza. Se i dati riportati sono sbagliati, correggi direttamente la voce biografica; le modifiche saranno visibili in questa lista entro pochi giorni. Per chiarimenti vedi il progetto antroponimi. La lista contiene solo le 68 persone che sono citate nell'enciclopedia e per le quali è stato implementato correttamente il template Bio. Pagina aggiornata al 7 feb 2025. |

Questa è una lista di persone presenti nell'enciclopedia che hanno il nome Marcin, suddivise per attività principale.

## Allenatori di calcio(2)
- Marcin Brosz, allenatore di calcio e ex calciatore polacco (Knurów, n. 1973)
- Marcin Dorna, allenatore di calcio polacco (Poznań, n. 1979)

## Allenatori di pallacanestro(1)
- Marcin Stefański, allenatore di pallacanestro e ex cestista polacco (Gliwice, n. 1983)

## Arbitri di calcio(1)
- Marcin Borski, arbitro di calcio polacco (Varsavia, n. 1973)

## Artisti marziali misti(2)
- Marcin Held, artista marziale misto polacco (Tychy, n. 1992)
- Marcin Tybura, artista marziale misto polacco (Uniejów, n. 1985)

## Astronomi(1)
- Marcin Antoni Kubiak, astronomo polacco

## Attori(2)
- Marcin Bosak, attore polacco (Łódź, n. 1979)
- Marcin Dorociński, attore polacco (Milanówek, n. 1973)

## Calciatori(25)
- Marcin Baszczyński, ex calciatore polacco (Ruda Śląska, n. 1977)
- Marcin Budziński, calciatore polacco (Giżycko, n. 1990)
- Marcin Burkhardt, ex calciatore polacco (Elbląg, n. 1983)
- Marcin Bułka, calciatore polacco (Płock, n. 1999)
- Marcin Cebula, calciatore polacco (Staszów, n. 1995)
- Marcin Drzymont, ex calciatore polacco (Sosnowiec, n. 1981)
- Marcin Flis, calciatore polacco (Bychawa, n. 1994)
- Marcin Jałocha, ex calciatore polacco (Cracovia, n. 1971)
- Marcin Kamiński, calciatore polacco (Konin, n. 1992)
- Marcin Kikut, ex calciatore polacco (Barlinek, n. 1983)
- Marcin Komorowski, ex calciatore polacco (Pabianice, n. 1984)
- Marcin Kowalczyk, ex calciatore polacco (Wieruszów, n. 1985)
- Marcin Kuś, ex calciatore polacco (Varsavia, n. 1981)
- Marcin Kuźba, ex calciatore polacco (Tomaszów Mazowiecki, n. 1977)
- Marcin Listkowski, calciatore polacco (Rypin, n. 1998)
- Marcin Mięciel, ex calciatore polacco (Gdynia, n. 1975)
- Marcin Pietrowski, calciatore polacco (Danzica, n. 1988)
- Marcin Pietroń, calciatore polacco (Zielona Góra, n. 1986)
- Marcin Robak, ex calciatore polacco (Legnica, n. 1982)
- Marcin Siedlarz, ex calciatore polacco (Cracovia, n. 1988)
- Marcin Smoliński, calciatore polacco (Varsavia, n. 1985)
- Marcin Warcholak, calciatore polacco (Wschowa, n. 1989)
- Marcin Wasielewski, calciatore polacco (Poznań, n. 1994)
- Marcin Wasilewski, ex calciatore polacco (Cracovia, n. 1980)
- Marcin Żewłakow, ex calciatore polacco (Varsavia, n. 1976)

## Canottieri(1)
- Marcin Brzeziński, canottiere polacco (Varsavia, n. 1984)

## Cantanti(1)
- Marcin Mroziński, cantante, attore e conduttore televisivo polacco (Inowrocław, n. 1985)

## Cestisti(3)
- Marcin Gortat, ex cestista e allenatore di pallacanestro polacco (Łódź, n. 1984)
- Marcin Michalski, ex cestista polacco (Varsavia, n. 1958)
- Marcin Piechowicz, cestista polacco (Dąbrowa Górnicza, n. 1993)

## Chitarristi(2)
- Marcin Nowak, chitarrista, bassista e compositore polacco (Tarnów, n. 1975)
- Marcin Patrzałek, chitarrista, compositore e arrangiatore polacco (Kielce, n. 2000)

## Ciclisti su strada(3)
- Marcin Białobłocki, ex ciclista su strada polacco (Sokółka, n. 1983)
- Marcin Budziński, ciclista su strada, ciclocrossista e mountain biker polacco (Opoczno, n. 1998)
- Marcin Sapa, ex ciclista su strada polacco (Konin, n. 1976)

## Compositori(3)
- Marcin Leopolita, compositore polacco
- Marcin Mielczewski, compositore polacco (n. 1600 - settembre, † 1651)
- Marcin Józef Żebrowski, compositore e musicista polacco (n. 1702 - Wieluń, † 1770)

## Giavellottisti(1)
- Marcin Krukowski, giavellottista polacco (Varsavia, n. 1992)

## Ingegneri(1)
- Marcin Budkowski, ingegnere e dirigente sportivo polacco (Varsavia, n. 1977)

## Mezzofondisti(1)
- Marcin Lewandowski, mezzofondista polacco (Stettino, n. 1987)

## Nuotatori(1)
- Marcin Cieślak, nuotatore polacco (Varsavia, n. 1992)

## Pallavolisti(4)
- Marcin Janusz, pallavolista polacco (Nowy Sącz, n. 1994)
- Marcin Komenda, pallavolista polacco (Cracovia, n. 1996)
- Marcin Możdżonek, pallavolista polacco (Olsztyn, n. 1985)
- Marcin Wika, pallavolista polacco (Puck, n. 1983)

## Pentatleti(1)
- Marcin Horbacz, pentatleta polacco (Koszalin, n. 1974)

## Pittori(1)
- Marcin Zaleski, pittore polacco (n. 1796 - † 1877)

## Poeti(1)
- Marcin Świetlicki, poeta, scrittore e musicista polacco (Piaski, n. 1961)

## Politici(1)
- Marcin Libicki, politico polacco (Poznań, n. 1939)

## Schermidori(3)
- Marcin Koniusz, schermidore polacco (Sosnowiec, n. 1983)
- Marcin Sobala, schermidore polacco (Varsavia, n. 1972)
- Marcin Zawada, schermidore polacco (n. 1981)

## Scrittori(1)
- Marcin Bielski, scrittore, storico e drammaturgo polacco (Biała, n. 1495 - Biała, † 1575)

## Sollevatori(1)
- Marcin Dołęga, ex sollevatore polacco (Łuków, n. 1982)

## Storici(1)
- Marcin Kromer, storico e vescovo cattolico polacco (Biecz, n. 1512 - Heilsberg, † 1589)

## Tennisti(1)
- Marcin Matkowski, ex tennista polacco (Barlinek, n. 1981)

## Velocisti(2)
- Marcin Marciniszyn, velocista polacco (Bystrzyca Kłodzka, n. 1982)
- Marcin Urbaś, ex velocista polacco (Cracovia, n. 1976)